# Aerion SBJ
Aerion SBJ je koncept nadzvočnega poslovnega letala, ki ga je načrtovalo ameriško podjete Aerion Corporation. Letalo bi omogočalo lete iz Amerike v Evropo in nazaj v enem dnevu. Cena razvoja naj bi bila 2,5 do 3 milijarde ameriških dolarjev, cena za letalo bi se gibala okrog 80 milijonov $. Novo letalo naj bi želelo kupiti 50 strank. . S testiranji naj bi začeli leta 2019 in prvimi dobavami leta 2021.

## Tehnične specifikacije
- Posadka: 2
- Kapaciteta: 8–12 potnikov
- Dolžina: 135,6 ft (41,33 m)
- Razpon kril: 64,2 ft (19,57 m)
- Višina: 21,2 ft (6,46 m)
- Površina kril: 1 200 ft² (111,5 m²)
- Maks. vzletna teža: 90 000 lb (40 823 kg)
- Motorji: 2 × Pratt & Whitney JT8D-219 turbofan, 19 600 lbf (87,19 kN) vsak

- Maks. hitrost: 1 030 vozlov (Mach 1,8, 1 186 mph, 1 909 km/h)
- Potovalna hitrost: 966 vozlov (Mach 1,7, 1 112 mph, 1 790 km/h)
- Dolet: pri Mach 0,95: 4 600 nm (5 300 mi, 8 500 km); pri Mach 1,40: 4 200 nm (4 800 mi, 7 800 km)
- Višina leta (servisna): 51 000 ft (15 500 m)